# Cimaranten
Cimaranten is een bestuurslaag in het regentschap Kuningan van de provincie West-Java, Indonesië. Cimaranten telt 2895 inwoners (volkstelling 2010).